# Colomba Antonietti

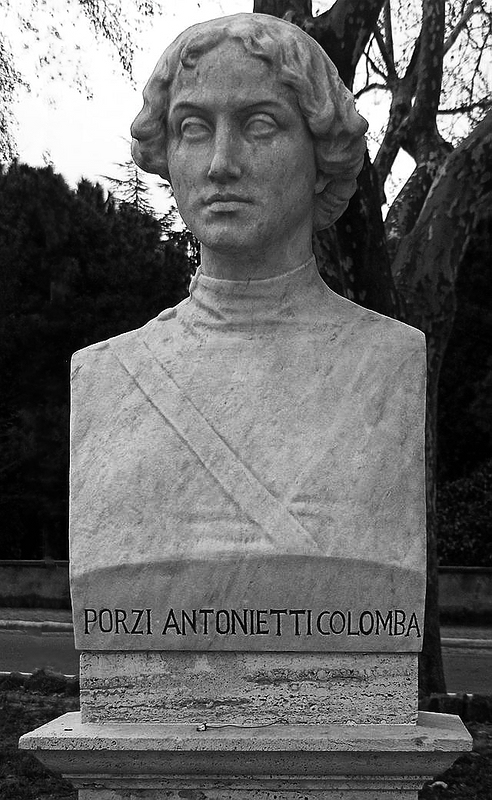
1911 von Giovanni Nicolini geschaffene Büste der Colomba Antonietti auf dem Gianicolo in Rom

Colomba Antonietti (* 19. Oktober 1826 in Bastia Umbra; † 13. Juni 1849 in Rom) war eine italienische Patriotin, die während des Ersten Italienischen Unabhängigkeitskrieges fiel. Heute tragen Straßen und Schulen ihren Namen.

## Leben
Die Eltern – der Bäcker Michele Antonietti und seine Frau Diana Trabalza – zogen mit ihren Kindern nach Foligno um. Dort lernte die 15-jährige Colomba den Grafen Luigi Porzi, Kadett in der päpstlichen Truppe, kennen. Das gesellschaftlich ungleiche Paar heiratete am 13. Dezember 1846 gegen den Willen der Angehörigen in Foligno. Der Graf ging mit seiner Frau nach Bologna, wo seine Mutter lebte, und später nach Rom. Dort war das Bataillon des Ehemannes stationiert. Porzi wurde zum Leutnant befördert, musste aber eine Weile in der Engelsburg bei halbem Sold verbringen, weil er sich unerlaubt verehelicht hatte.
Nachdem sie sich ihr Haar nach Männerart gekürzt hatte, trat Colomba im Frühjahr 1849 in die Freischar Garibaldi ein, in der sie als Schütze diente. Während der Verteidigung der Römischen Republik kämpfte sie zunächst Mitte Mai 1849 gegen die spanischen Bourbonen in Velletri und in Palestrina. Anschließend beteiligte sie sich an der Verteidigung Roms gegen das von Papst Pius IX. zu Hilfe gerufene französische Expeditionskorps unter General Oudinot. Während einer Kanonade der Franzosen wurde Colomba am 13. Juni an der Porta San Pancrazio tödlich verwundet. Sterbend in den Armen ihres Gatten, soll Colomba geflüstert haben: „Viva l’Italia“ (Es lebe Italien).

## Würdigungen
- In Rom findet sich in der Sammlung der Denkmale für Patrioten auf dem Gianicolo eine Büste von Colomba Antonietti, die einzige einer Frau. 1932 wurde in Rom eine Schule nach ihr benannt.
- An ihrem Geburtsort Bastia Umbra wurde 1964 auf der Piazza Cavour vor dem Rathaus ein Denkmal errichtet. Dieses ersetzte das von Vincenzo Rosignoli auf der Piazza Mazzini 1910, von dem für das neue Denkmal einige dekorative Teile übernommen worden waren. An ihrem Geburtshaus wurde eine Plakette angebracht. Ebenfalls in Bastia Umbra trägt eine Mittelschule den Namen von Colomba Antonietti sowie eine Straße in der Nähe des zentralen Platzes des Städtchens.
- In Foligno wurde 1865 eine Straße nach Colomba Antonietti benannt und im Ratszimmer des Stadtpalasts ist ein Fresko des Malers Mariano Piervittori aus den Jahren 1886–1887 zu sehen, Colomba Antonietti stirbt für die Verteidigung Roms im Jahre 1849
- In Medole gibt es seit Juni 2012 eine Straße mit dem Namen Colomba Antoniettis.
- In Cagliari (Sardinien) wurde im Stadtteil Pirri eine Straße nach ihr benannt.